# Patrick Chamoiseau
Patrick Chamoiseau, né le 3 décembre 1953 à Fort-de-France, est un écrivain français originaire de la Martinique. Auteur de romans, de contes, d'essais, théoricien de la créolité, il a également écrit pour le théâtre et le cinéma. Il obtient le prix Goncourt en 1992 pour son roman Texaco.

## Biographie
Après des études en France métropolitaine, Patrick Chamoiseau rentre en Martinique et s'intéresse de près à la culture créole. Il publie son premier roman en 1986. Il obtient la consécration en 1992 en recevant le prix Goncourt pour son roman Texaco, une œuvre vaste présentant la vie de Martiniquais sur trois générations.
Il participe également à l'écriture de nombreux films dont Biguine (2004), Aliker (2007), Nord-Plage (2004) ou encore Le Passage du Milieu (2009).

### Engagements

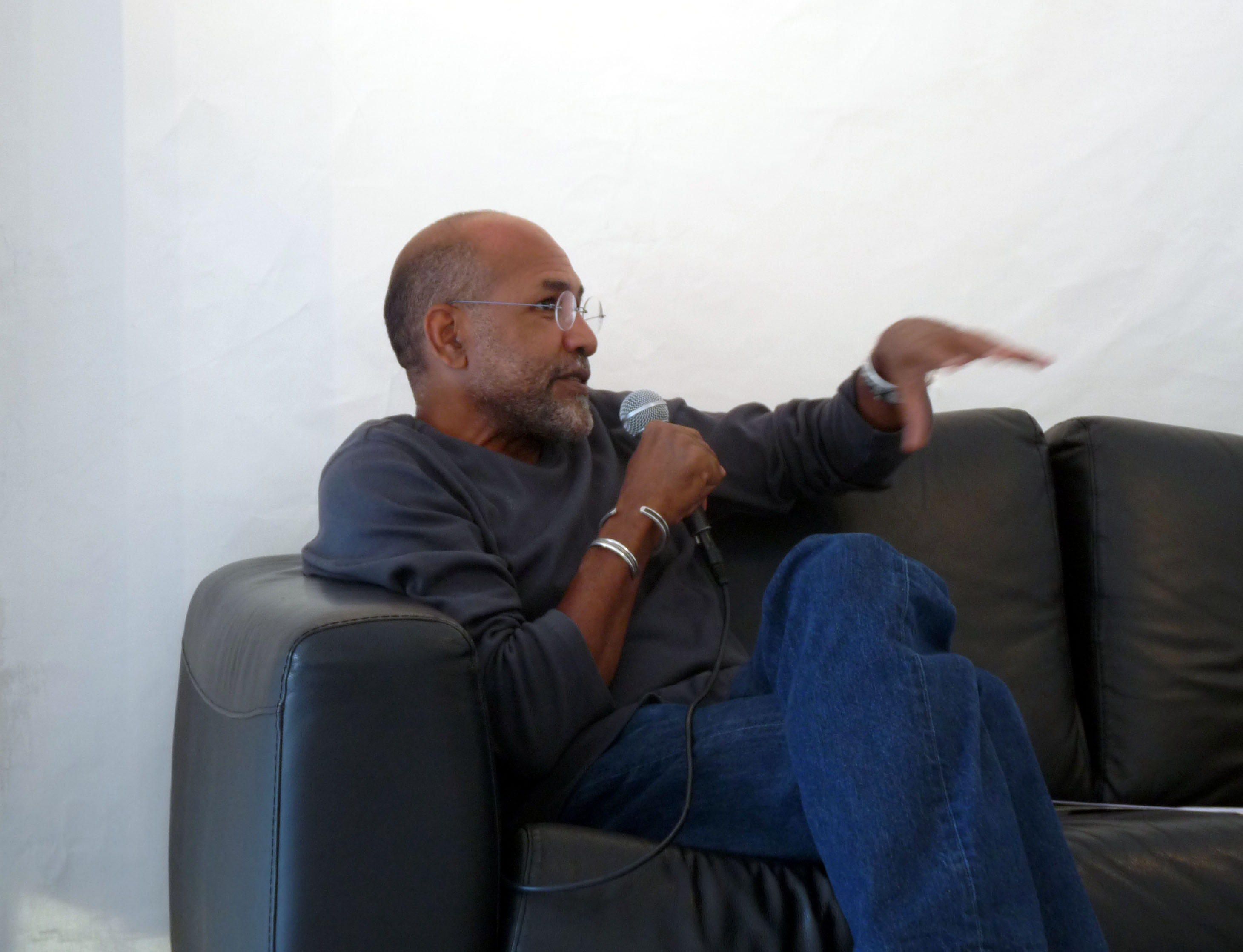
Patrick Chamoiseau à Strasbourg en 2009

Avec Jean Bernabé et Raphaël Confiant, Patrick Chamoiseau participe également à la création du manifeste de la créolité, Éloge de la créolité, publié en 1989.
Ce courant a un grand retentissement, d’abord dans les milieux littéraires antillais, avec le ralliement relatif du Guadeloupéen Ernest Pépin, et l’intérêt de l’Haïtien René Depestre.
Il écrit les scénarios de l'Exil du roi Behanzin (1994), Passage du milieu (2000) et Biguine (2004) (tous trois réalisés par Guy Deslauriers). En 2007, il écrit le scénario du nouveau film de Guy Deslauriers retraçant la vie du journaliste André Aliker, qui fut assassiné alors qu’il s’apprêtait à dévoiler une affaire compromettante entre békés.
Ami d’Édouard Glissant (Traité du Tout-monde, 1997), il cherche à développer avec celui-ci le concept de mondialité, en vue de traduire, sur le point de vue politique et poétique, une nouvelle conception du monde qui serait fondée sur l’ouverture des cultures, la protection des imaginaires des peuples, lesquels disparaissent lentement sous l’action uniformisatrice de la mondialisation.
Après avoir soutenu le NPA à sa création, il s’engage aux côtés du Front de gauche aux élections européennes de 2009.

## Œuvre

### Romans
- Chronique des sept misères, Gallimard, 1986 
  - prix Kléber Haedens 1986 ; prix de l'île Maurice 1986 ; prix international francophone Loys Masson 1987
  - l'édition de poche —  Folio, 1988 — comprend également les poèmes Paroles de Djobers et une préface d'Édouard Glissant
- Solibo magnifique, Gallimard, 1988
- Texaco, Gallimard, 1992
  - prix Goncourt 1992
- L'Esclave vieil homme et le Molosse, Gallimard, 1997, avec un entre-dire d'Édouard Glissant
- Biblique des derniers gestes, Gallimard, 2002
  - prix spécial du Jury RFO
- Un dimanche au cachot, Gallimard, 2007
  - prix du livre RFO 2008
- Les Neuf Consciences du Malfini, Gallimard, 2009
- Hypérion victimaire, Martiniquais épouvantable, La Branche, 2013 (en Martinique) ; J'ai toujours aimé la nuit, Sonatine, 2017 (en métropole)
- La Matière de l'absence,  Seuil, 2016
- Le Conteur, la Nuit et le Panier, Seuil, 2021
- Le Vent du nord dans les fougères glacées, « organisme narratif », Seuil, 2022

### Autobiographie
- Antan d'enfance (Une enfance créole, I), éditions Hatier, 1990 – Grand prix Carbet de la Caraïbe
- Chemin d’école (Une enfance créole, II), Gallimard, 1994
- À bout d'enfance (Une enfance créole, III), Gallimard, 2005

### Récits
- L'Empreinte à Crusoé, Gallimard, 2012.

### Essais
- Éloge de la créolité, Gallimard, 1989, avec Jean Bernabé et Raphaël ConfiantRéédition en édition bilingue Éloge de la créolité / In Praise of Creoleness, Gallimard, 1993
- Martinique, Ed. Hoa-Qui, 1989.
- Lettres créoles : tracées antillaises et continentales de la littérature, Haïti, Guadeloupe, Martinique, Guyane (1635-1975), avec Raphaël Confiant, Hatier, 1991.
- Guyane : Traces-Mémoires du bagne, CNMHS, 1994
- Écrire en pays dominé, Gallimard, 1997.
- Elmire des sept bonheurs : confidences d'un vieux travailleur de la distillerie Saint-Étienne, Gallimard, 1998, photographies de Jean-Luc de Laguarigue
- Livret des villes du deuxième monde, Patrimoine, 2002
- Quand les murs tombent : l'identité nationale hors-la-loi ?, avec Édouard Glissant, Galaade, 2007
- L'Intraitable Beauté du monde : adresse à Barack Obama, avec Edouard Glissant, Galaade, 2009
- Césaire, Perse, Glissant, les liaisons magnétiques, Philippe Rey, 2013
- Frères migrants, Seuil, 2017.
- Manifestes, avec Édouard Glissant, La Découverte, 2021
- Baudelaire Jazz, Seuil 2022
- Faire-Pays,- Éloge de la responsabilisation, Le Teneur, 2023

Participations
- Écrire la parole de nuit. La nouvelle littérature antillaise, Gallimard, 1994, collectif.
- Manifeste pour les "produits" de haute nécessité : Martinique, Guadeloupe, Guyane, Réunion Galaade, 2010, collectif.
- « Préface » à Écologie tropicale : de l’ombre à la lumière. Ouvrage collectif dirigé par Pierre-Michel Forget, Martine Hossaert-McKey et Odile Poncy, Le Cherche midi, 2015.

Interventions
- Nous caribéens ne sommes pas prêts, mais nous avons la ressource pour nous accorder aux mutations impérieuses.[3]

### Autres
- Maman Dlo contre la fée Carabosse (théâtre-conte), Nouvelles Éditions Caribéennes, 1981 ;
- Au temps de l’antan (contes créoles), illustrations de Mireille Vautier, éditions Hatier, 1988 – Grand prix de la littérature de jeunesse[4] ;
- Émerveilles, contes créoles[5], peintures de Maure, Gallimard Jeunesse, 1998 ;
- Case en pays-mêlés, 2000, avec Jean-Luc de Laguarigue
- Métiers créoles : tracées de mélancolie, Éditions Hazan, 2001, avec Jean-Luc de Laguarigue
- Les Bois sacrés d’Hélénon, 2002, avec Dominique Berthet
- Le Commandeur d'une pluie, suivi de L'Accra de la richesse, Gallimard, 2002, illustrations de William Wilson
- Livret des villes du deuxième monde, 2002
- Trésors cachés et patrimoine naturel de la Martinique vue du ciel, éd. HC, 2007, avec des photographies de Anne Chopin
- Les Tremblements du monde, À plus d'un titre éditions, 2009
- Le Papillon et la Lumière (conte) éditions Philippe Rey, 2011 ; réédition Gallimard, coll. Folio, 2013, illustrations d'Ianna Andreadis
- Veilles et Merveilles Créoles, Le Square Éditeur, coll. collection contes et comptines d'aujourd'hui, 2013
- Osons l'hospitalité, avec Michel Le Bris, éditions Philippe Rey, 2022

### Adaptations théâtrales
- Solitude, la mulâtresse[6] (1976), d'après le roman de André Schwarz-Bart

### Scénarios
- L'Exil du roi Behanzin (1994) de Guy Deslauriers
- Le Passage du Milieu (2000) de Guy Deslauriers
- Biguine (2004) de Guy Deslauriers
- Nord-Plage (2004)
- Aliker (2008) de Guy Deslauriers, 2008

### Bandes dessinées
- Encyclomerveille d'un tueur, Delcourt, 2009 (tome 1) ; Thierry Segur pour le dessin et les couleurs ;
- Le Retour de Monsieur Coutcha (album), sous le pseudonyme « Abel », avec Tony Delsham, Fort-de-France, Éditions M.G.G., 1984.

## Analyse de l'œuvre
Son œuvre dépeint les traits de la culture populaire martiniquaise, celle des petites gens et de leurs combats. Chronique des sept misères évoque le triste destin des djobeurs, hommes à tout faire sur les marchés de Fort-de-France, dont la présence se fit de plus en plus rare avec la perte d'influence de ces mêmes marchés. Cet ouvrage déplore la disparition d'une créativité qui alimentait l'identité créole et dénonce l'acculturation du peuple martiniquais, largement due à la départementalisation.
Texaco explore l'histoire moderne de la Martinique. Ce roman revisite l'épopée du petit peuple martiniquais à travers le récit du combat des habitants d'un bidonville situé en bord de mer, près des raffineries de Fort-de-France. Il évoque ainsi le combat pour la sauvegarde de certains modes de vie authentiquement créoles. Texaco est reconnu comme l'une des œuvres antillaises majeures de la fin du XXe siècle.
Chamoiseau interroge également les formes d'expression créoles. Prenant acte de l'existence d'une culture créole essentiellement travaillée par l'oralité, il envisage le développement d'une littérature orale pour laquelle l'écrivain, héritant des tournures orales et des conteurs créoles, aurait pour rôle de s'ériger en « marqueur de paroles ». Son style, qualifié de « merveilleux », chercherait à compenser les manques et les trahisons qui traversent son œuvre. 
Il évoque sa démarche littéraire et son itinéraire artistique dans l'essai Écrire en pays dominé.
Des éléments autobiographiques de son enfance sont présents dans la trilogie « Une enfance créole », comprenant Antan d'enfance (1990), Chemin d'école (1994) et À bout d'enfance (2005).

## Distinctions et prix

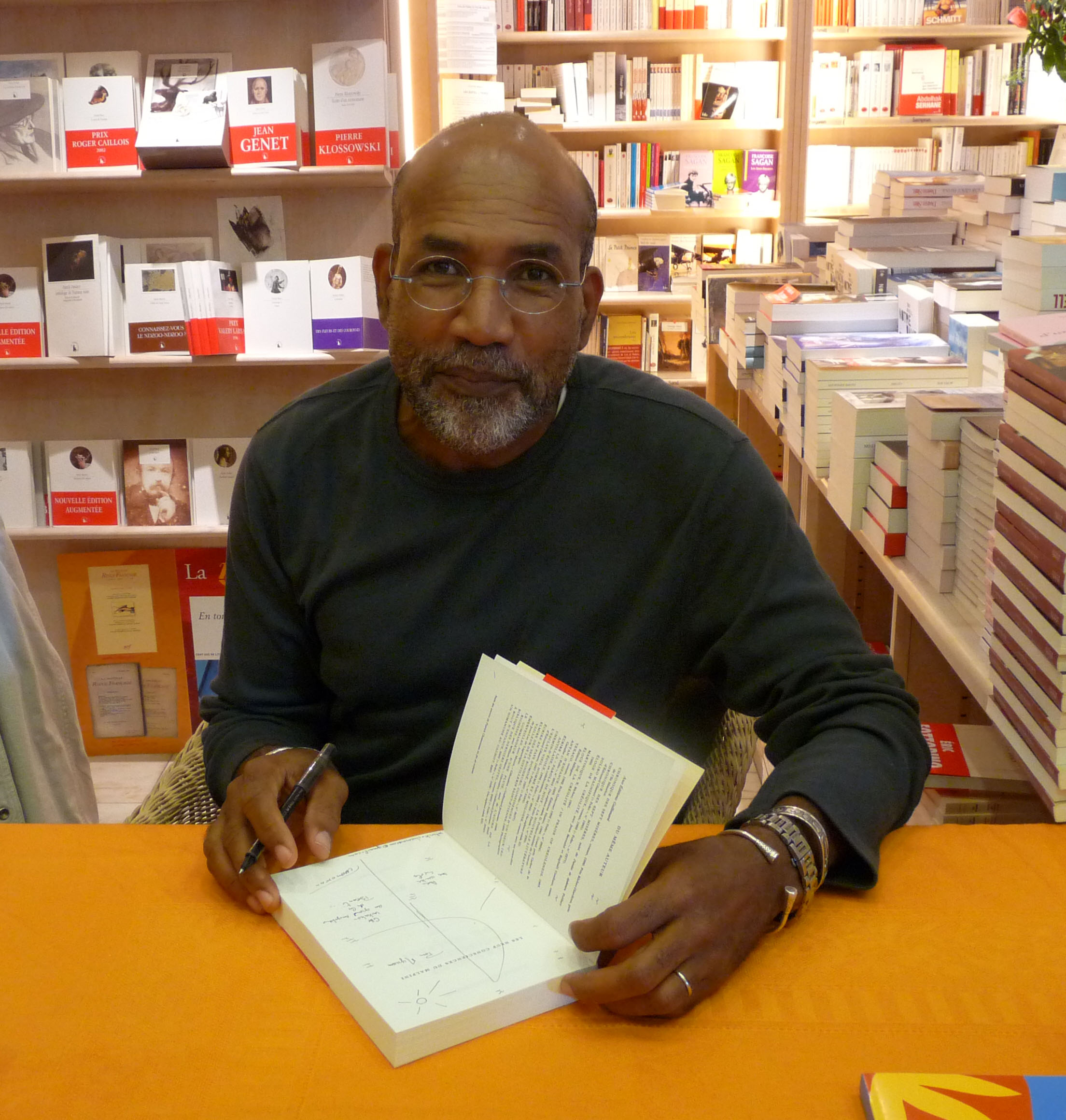
Patrick Chamoiseau en 2009.

- Prix Kléber Haedens, pour Chronique des sept misères (1986)
- Prix de l'île Maurice, pour Chronique des sept misères (1986)
- Prix international francophone Loys Masson, pour Chronique des sept misères (1987)
- Grand Prix de la littérature de jeunesse, pour Au temps de l’antan[4], illustré par Mireille Vautier (1988)
- "Mention" Premio Grafico Fiera di Bologna per la Gioventù de  la Foire du livre de jeunesse de Bologne[8] (Italie) pour son ouvrage jeunesse  Au temps de l'antan : contes du pays Martinique illustré par Mireille Vautier (1989)
- Prix Carbet de la Caraïbe, pour Antan d'enfance (1990)
- Prix Goncourt pour Texaco (1992)
- Prix Spécial du Jury RFO, pour Biblique des derniers gestes (2002)
- Prix du Livre RFO, pour Un dimanche au cachot (2008)
- Commandeur de l'ordre des Arts et des Lettres (2010)[9]
- Prix international Nessim Habif, pour La Matière de l'absence (2016)[10]
- Docteur honoris causa de l'université de Parme en Italie le 30 septembre 2021[11]
- Prix Marguerite Yourcenar pour l'ensemble de son œuvre en 2023[12].

### Documentaires
- Patrick Chamoiseau à la Bibliothèque universitaire des Antilles et de la Guyane, le 23/10/1992, Pointe-à-Pitre, 1992 (VHS)
- Identités et devenir, film documentaire réalisé par Federica Bertelli, chapitre « Un imaginaire pour une mondialité à faire » constitué de deux rencontres avec Patrick Chamoiseau et Édouard Glissant, édité en DVD par la revue Les périphériques vous parlent [présentation en ligne]
- « Patrick Chamoiseau : Une enfance créole tome 1 et 2 » [vidéo], sur ina.fr, France 3 et RFO Réseau France Outremer (émission Un livre, un jour, présenté par Olivier Barrot), 4 janvier 1997